# Oscar Goerke
Oscar A. Goerke, Jr. (Brooklyn, 10 gennaio 1883 – Maplewood, 12 dicembre 1934) è stato un pistard statunitense.
Goerke partecipò ai Giochi olimpici di Saint Louis 1904 in tutte e sette le gare di ciclismo previste all'epoca. Vinse un argento nella gara delle due miglia. Goerke guadagnò anche due quarti posti nelle gare di un quarto di miglio e un miglio mentre fu eliminato al primo turno nel terzo di miglio e nel mezzo miglio. Fu costretto al ritiro nelle gare di cinque e venticinque miglia.

## Piazzamenti

### Competizioni mondiali
- Giochi olimpici

St. Louis 1904 - Quarto di miglio: 4º
St. Louis 1904 - Terzo di miglio: eliminato al primo turno
St. Louis 1904 - Mezzo miglio: eliminato al primo turno
St. Louis 1904 - Un miglio: 4º
St. Louis 1904 - Due miglia: 2º
St. Louis 1904 - Cinque miglia: ritirato
St. Louis 1904 - Venticinque miglia: ritirato